# Clara Fisher
Clara Fisher, född 14 juli 1811 i London, död 12 november 1898, var en amerikansk (ursprungligen brittisk) skådespelare. Hon debuterade i London 1817, men gjorde sin amerikanska debut på Park Theatre i New York 1827 och var därefter verksam i USA fram till 1888 (med uppehåll 1834–1850). Hon tillhörde sin samtids storstjärnor inom den amerikanska teatern. 